# Claudi López i Bru
Claudi López i Bru, II marquès de Comillas i Gran d'Espanya (Barcelona, 14 de maig de 1853 - Madrid, 18 d'abril de 1925), fou un empresari i filantrop català. Per les seves obres benèfiques ha estat declarat servent de Déu de l'Església catòlica.

## Biografia
Fill d'Antonio López y López i de Lluïsa Bru, fou el quart dels fills del matrimoni. Llicenciat en Dret per la Universitat de Barcelona, es casà en 1881 amb Maria Gayón Barrie, de 17 anys, però no tingueren fills. Heretà del seu pare, mort el 1883, el títol de marquès de Comillas i una quantiosa fortuna, on destacaven les empreses Compañía Trasatlántica Española, Compañía General de Tabacos de Filipinas i els Ferrocarrils del Nord; ell mateix adquirí algunes empreses com Hullera Española, amb mines a Astúries, la Banca López Bru, la Constructora Naval i el Banco Vitalicio, una companyia d'assegurances, de fet.

## Obres de mecenatge i beneficència
Gran benefactor, fou el promotor del Seminari Pontifici de Comillas (Cantàbria), inaugurat el 1889 i posteriorment convertit en Universitat Pontifícia per mitjà del decret vaticà Praeclaris honoris argumentas, de 19 de març de 1904, aprovat per Pius X. Fou un centre acadèmic d'excel·lència científica en les disciplines que ensenyava: Filosofia, Dret Canònic i Teologia.
Quan el 1893 explotà a Santander el vaixell Cabo Machichaco, destruint el port i matant 500 persones, anà immediatament al lloc de la tragèdia i noliejà un tren des de Barcelona amb metges i bombers per ajudar els ferits. Per aquesta acció no va acceptar cap recompensa ni homenatge responent als elogis dient que havia simplement fet el seu deure com a cristià i com a càntabre.
A més, destinava molts recursos a l'auxili de persones particulars. Quan va morir, El siglo futuro va publicar un article on el qualificava de «limosnero mayor de España en el pasado y en el presente siglo». Les obres socials i religioses que realitzà han dut a promoure un procés de beatificació iniciat el 1945; de moment, ha estat declarat servent de Déu.

## Galeria

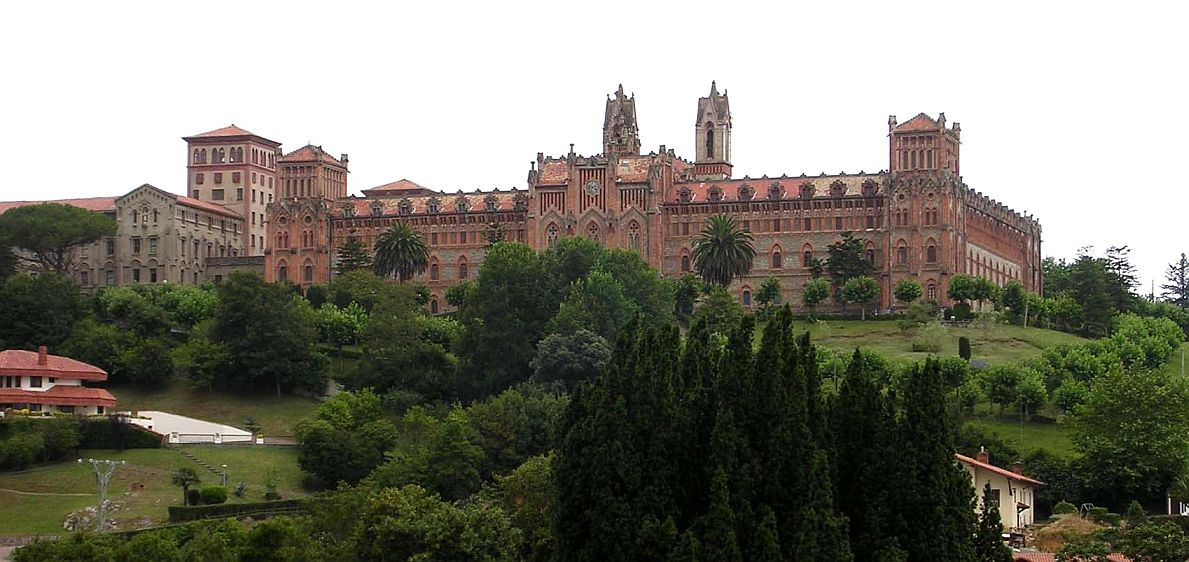
Universitat Pontifícia de Comillas.
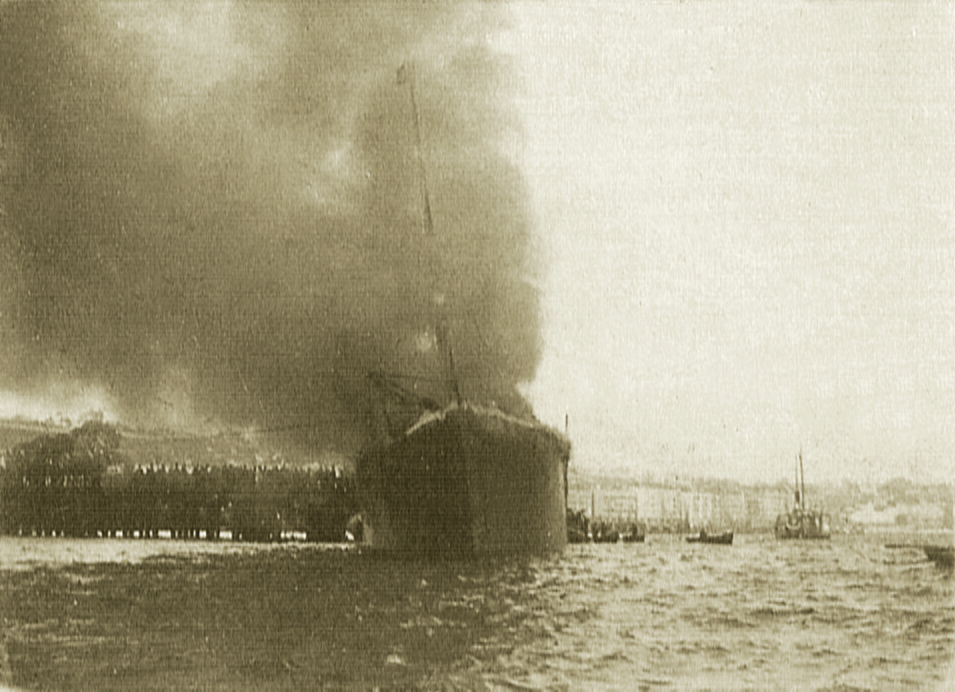
Explosió del vaixell Cabo Machichaco
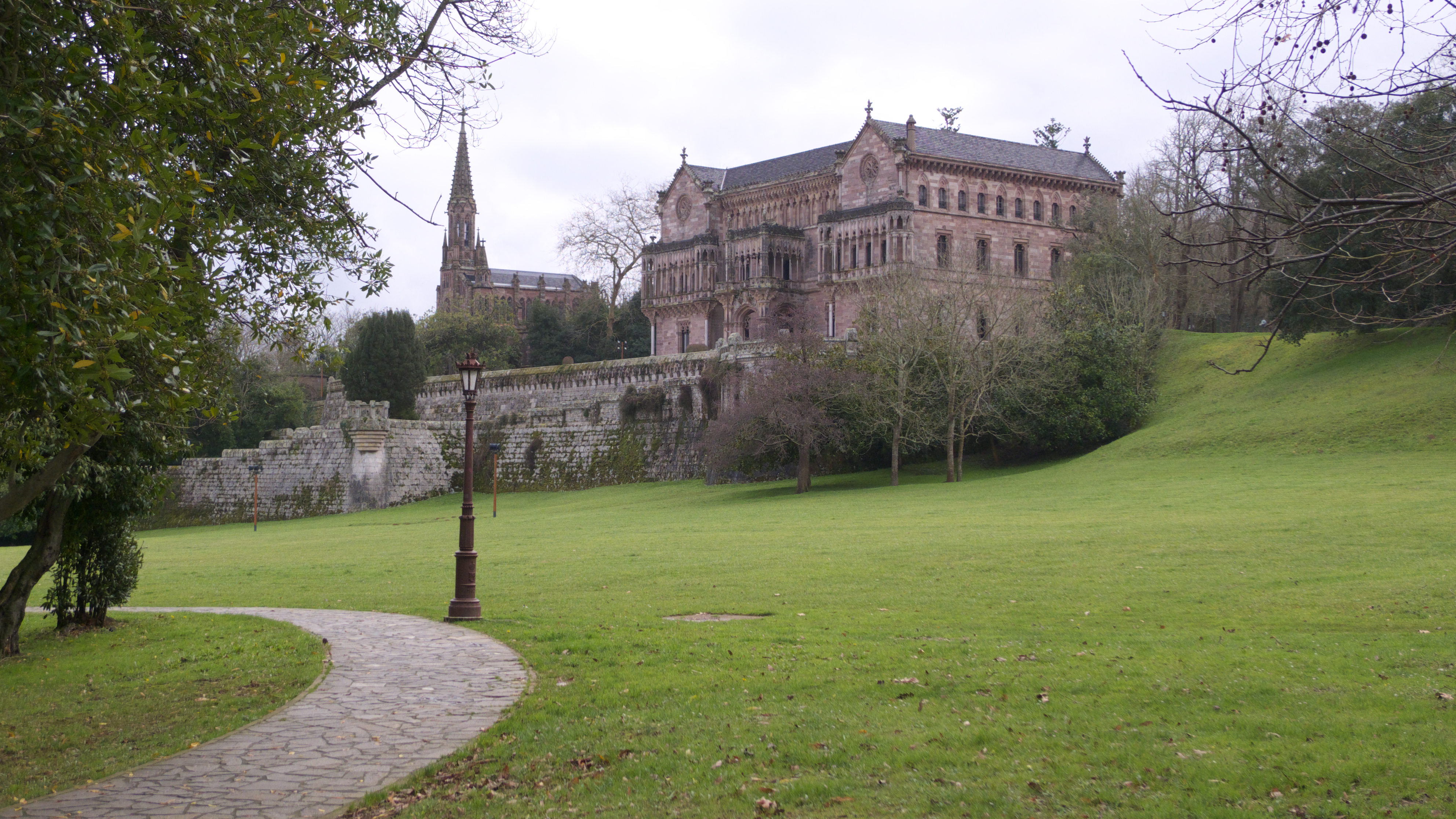
Palau de Sobrellano (Comillas) i capella amb el panteó familiar dels marquesos
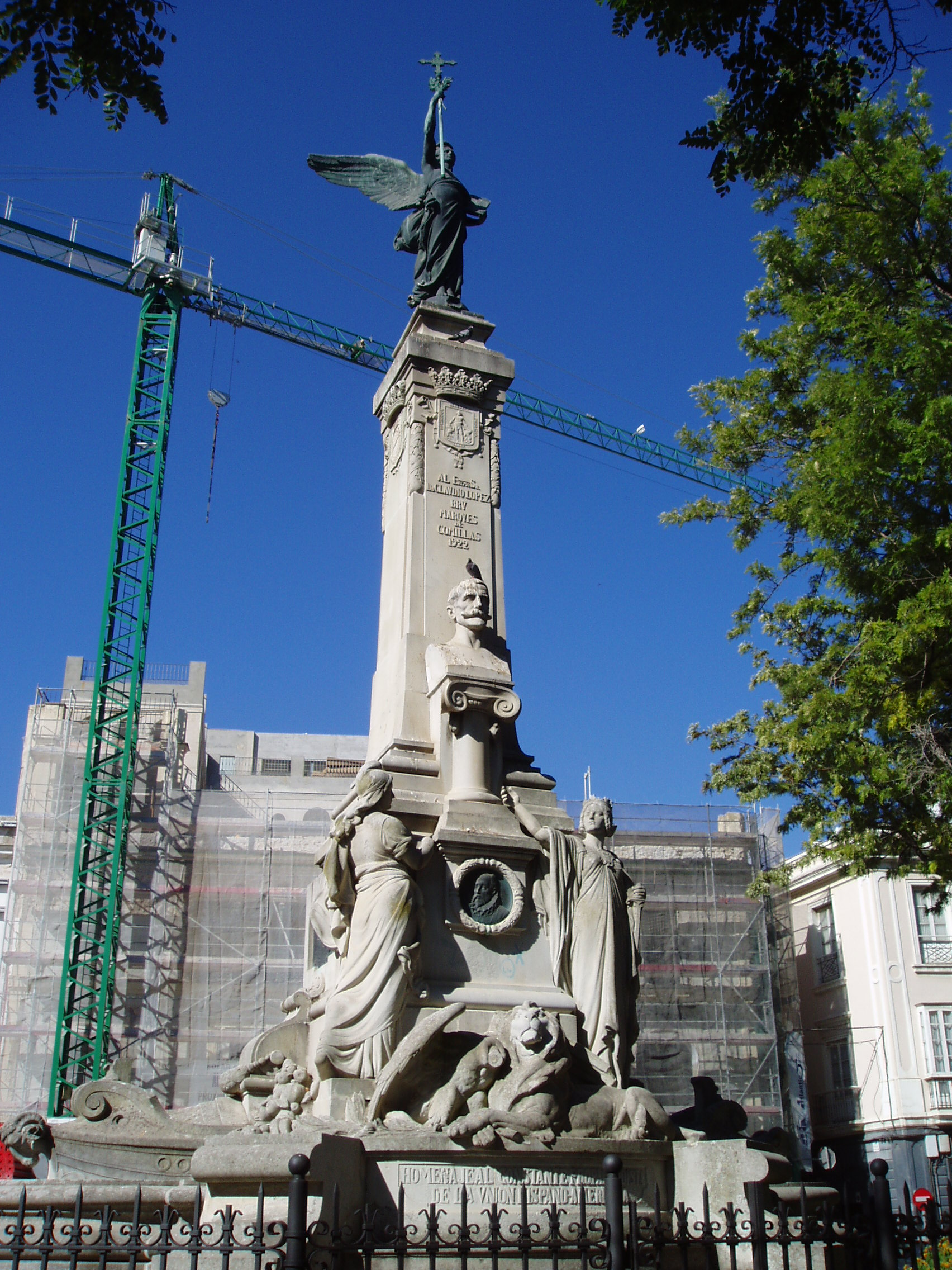
Monument a Cadis